# Ernst Florian Winter
Ernst Florian Winter (Viena, 16 de diciembre de 1923 − 16 de abril de 2014) fue un historiador y politólogo austríaco-estadounidense. 

## Biografía
En 1938 emigra con su padre a Estados Unidos donde estudió japonés en la Universidad de Míchigan y ciencias políticas y derecho internacional en la Universidad de Columbia. Entró como joven al ejército estadounidense, participó en la batalla de Normandía y fue el primer austro-estadounidense que entró en Burghausen en Austria el 4 de mayo de 1945 con la división 86 de la 3cera armada estadounidense. El 3 de mayo de 2008 fue condecorado con el premio Egon Ranshofen-Wertheimer.
Su carrera académica la comenzó como catedrático de historia y ciencias políticas en el college Iona en New Rochelle, Nueva York. Continuo como catedrático visitante en Fletcher School of Law and Diplomacy, Universidad de Princeton, Universidad de Georgetown y la universidad de Indiana. Desde 1964 hasta 1967 fue Ernst Florian Winter director de la academia diplomática de Viena, donde siguió siendo catedrático. Estuvo casado con una hija de Georg Ludwig von Trapp, Johanna von Trapp (1919-1994), desde 1948 hasta 1994. En las años 60 vivieron juntos en el castillo Eichbüchl en Katzeldorf, Baja Austria.
A lo largo de su carrera diplomática trabajo en París para la UNESCO. Entre 1968 y 1975 mostró su compromiso con la República Popular China.
Estuvo trabajando en el programa “agricultura en el Kosovo” de la Organización de las Naciones Unidas.
Hablaba chino, alemán, inglés, japonés, ruso y español.
Desde 2009 fue el presidente del consejo internacional de la organización Servicio Austriaco en el Extranjero.